# Bali Mauladad

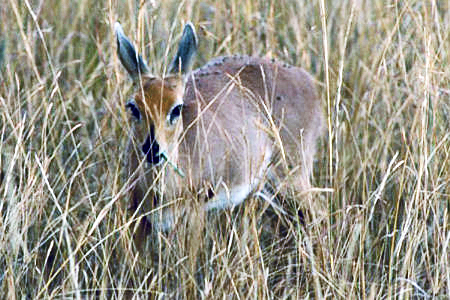
Bali ganó el trofeo Shaw & Hunter en 1966 por guiar a un cazador hasta un antílope oribí cuyos cuernos medían 7 pulgadas – un nuevo récord mundial. En la imagen, una hembra, que carecen de cornamenta.

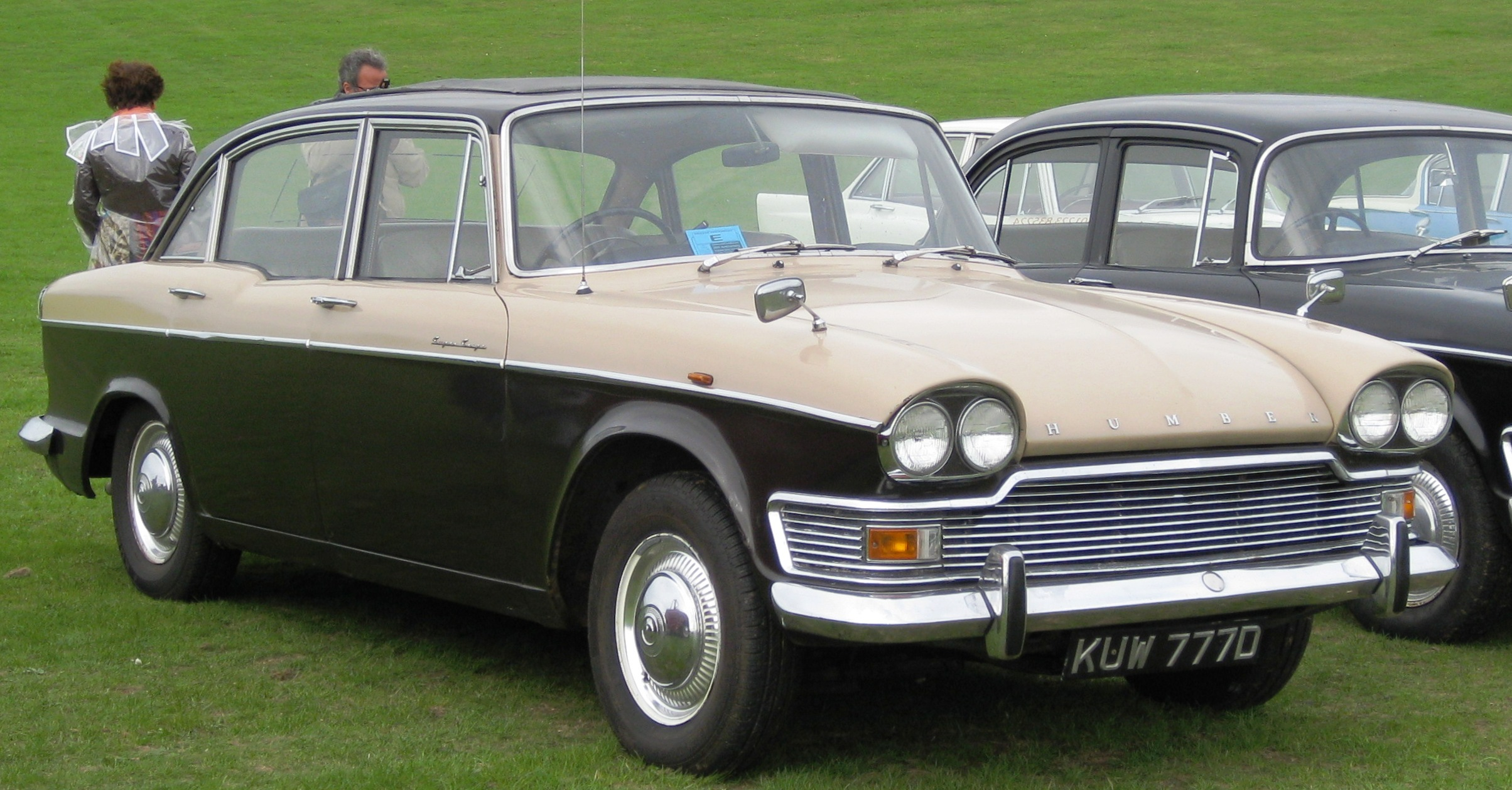
Un Humber Super Snipe similar al utilizado en el Rally Safari.

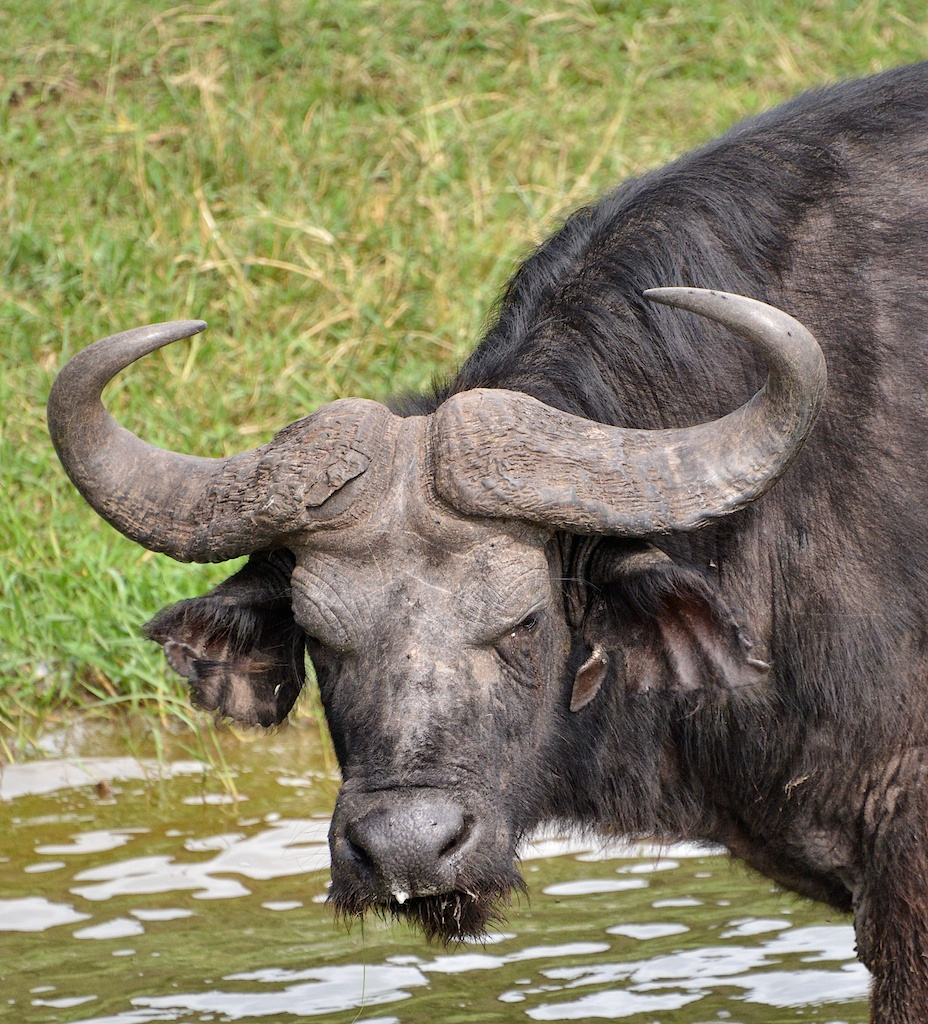
Murió después de ser corneado por un búfalo cafre.

Muhammad Iqbal Mauladad (30 de agosto de 1926 – 18 de febrero de 1970), apodado Bali, fue un famoso cazador de Kenia.
Nació en una familia rica e influyente de origen indio pero, en lugar de unirse al negocio familiar de ingeniería, se convirtió en cazador profesional, liderando grupos de safaris para cazar animales grandes, especialmente elefantes. Fue el primer indio musulmán en ser reconocido como cazador blanco y ganó el trofeo Shaw & Hunter al mejor guía profesional en 1966. También compitió en el Rally Safari, quedando cuarto en 1961. Falleció en 1970, tras sufrir la cornada de un búfalo cafre.

## Primeros años
Procedía de una familia rica donde su padre, Chaudry Mauladad, era un ingeniero civil exitoso en el África del Este. Asistió a la Government Indian School en Nairobi y su padre entonces le enseñó construcción y contratación. Pero, a los diez años, aprendió a disparar un rifle y, en lugar de unirse al negocio familiar como su hermano Basheer, decidió ser cazador profesional.

## Carrera
Se unió al negocio bien establecido después de la Segunda Guerra Mundial, de los safaris y fue un reputado cazador de caza mayor, dirigiendo a clientes ricos en safaris de caza y matando muchas piezas, especialmente elefantes.: 179  Entre los cazadores que guio estaban el rey y la reina de Nepal y el gobernador de Colorado, Teller Ammons. Los vehículos de tiro británicos fueron convertidos en coches de safari para estas partidas de disparos a distancia y él diseñó un porta rifle ligero para estos que fue fabricado en Naroibi para él y la mayoría de los otros cazadores por los armeros Wali Mohamed & Co.: 175 
Aunque de origen indio, fue admitido en la Asociación de Cazadores Profesionales de África Oriental, normalmente solo abierta a cazadores blancos. Fue el primer indio musulmán en ser reconocido de este modo. Su colega más cercano en el negocio de caza era otro asiático, Ikram Hassan, cuyo negocio eran los safaris de caza africana, y cazaban elefantes juntos en las regiones costeras de Kenia.
Era un hombre grande, de complexión fuerte, pesando 113 kg y midiendo algo más de 1,80 m. Lucía un pequeño bigote distintivo y tenía un carácter cálido y extrovertido que le hizo muy popular entre los clientes y los otros cazadores. Le gustaban las bromas y el jazz, las carreras de caballos y los rifles, la comida y los coches rápidos, las mujeres y el whisky; su favorito era el Johnny Walker Black Label.: 235  Además de cazador, era también un jugador de críquet entusiasta y conductor de rally. Participó en el Rally Safari cuatro veces. En 1961, él y el doctor californiano, Lee Talbot, quedaron cuartos, conduciendo un Humber Super Snipe más de 3,000 millas. También participó en el rodaje de la película de 1956 Bhowani Junction en localizaciones de Lahore.
Le fue otorgado el prestigioso premio Shawn & Hunter por llevar a un cliente, Donald Harris, al mejor trofeo del año el 4 de octubre de 1966. Se trataba de un antílope oribí cuyos cuernos midieron 7 pulgadas, batiendo el récord mundial anterior de 6¼ pulgadas. El pequeño tamaño de la pieza era incongruente porque Bali era conocido por su coraje al cazar elefantes con enormes colmillos de marfil de hasta 152 libras.
La caza era peligrosa y una vez fue lacerado por un leopardo; finalmente fue fatalmente derribado y corneado por un búfalo herido en Kibwezi. : 235  El búfalo le provocó graves heridas y ruptura de hígado y, a pesar del tratamiento y recuperación, complicaciones posteriores lo llevaron a la muerte en 1970.